# Dawid Kocyła
Dawid Kocyła (ur. 23 lipca 2002 w Bełchatowie) – polski piłkarz grający na pozycji napastnika w pierwszoligowym klubie Arka Gdynia. Wychowanek GKS-u Bełchatów. W latach 2019–2024 zawodnik  Wisły Płock.